# Dispozitiv mobil

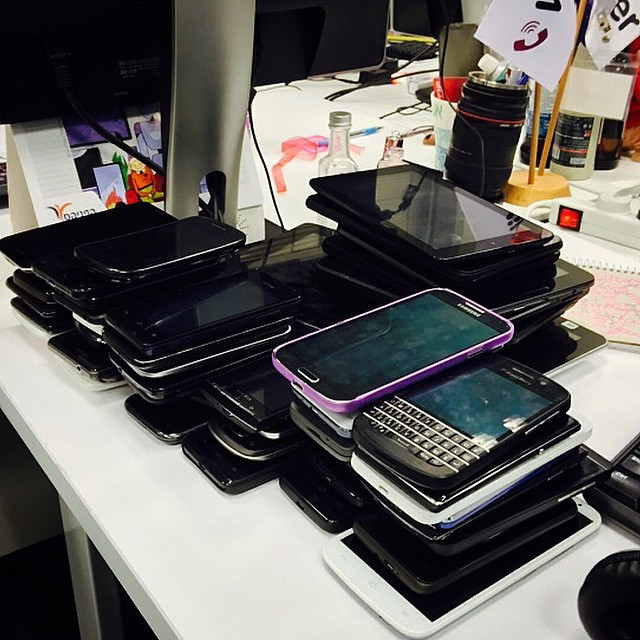
Dispozitive mobile

Un dispozitiv mobil sau dispozitiv portabil, este un dispozitiv conceput pentru portabilitate fiind atât compact cât și ușor. Dispozitivele mobile sunt de asemenea cunoscute sub numele de computere portabile. Laptopurile nu sunt, în general, considerate a fi dispozitive mobile, deoarece acestea nu sunt suficient de mici pentru a fi ținute într-o mână.

În ultimii ani, dispozitivele mobile au devenit din ce în ce mai răspândite și folosite în viața de zi cu zi. Acestea sunt capabile să ofere utilizatorului o gamă largă și complexă de funcționalități. 
Dispozitivele mobile au apărut la începutul anilor 2000 și sunt populare printre cei care doresc să utilizeze puterea unui computer convențional acolo unde nu ar fi practic să le transporte.

## Caracteristici
Majoritatea dispozitivelor mobile sunt dotate cu procesoare rapide și memorii de dimensiuni mari, dar și cu metode de eficientizare a consumului de baterie.

O caracteristică particulară a dispozitivelor mobile este capacitatea mai mică de procesare și de stocare în comparație cu dispozitivele fixe (calculatoarele desktop) datorită dimensiunilor mici și simplificării componentelor hardware. De asemenea, acestea folosesc sisteme de operare și aplicații în conformitate cu resursele hardware disponibile.
De obicei, un dispozitiv portabil are o interfață afișată pe un ecran LCD, oferind o interfață touchscreen cu butoane digitale și fizice, altele și cu o tastatură fizică. Dispun de un sistem de operare, modalitate de stocare internă a datelor, suport pentru dispozitive de memorie externă și pot rula diferite tipuri de aplicații. Cele mai multe pot fi, de asemenea, echipate cu capabilități Wi-Fi, rețea celulară de date, Bluetooth, GPS, NFC, care pot permite conexiuni la Internet, și sincronizare cu alte dispozitive Bluetooth. De asemenea, camere foto/video integrate, playere media digitale, capacitatea de a plasa și recepționa apeluri telefonice, jocuri video.

## Tipuri
Există multe tipuri de dispozitive mobile, concepute pentru aplicații diferite. Acestea includ:
- Smartphone
- Tabletă
- Netbook
- Ultra-Mobile PC
- Dispozitiv Internet mobil
- Tabletă Internet
- Smartwatch
- PDA
- E-reader
- Pager
- Head-mounted display
- Asistent digital personal
- Consolă mobilă de jocuri
- Media player portabil
- Calculator de buzunar
- Aparat foto digital
- Cameră video digitală
- Dispozitiv personal de navigare
- Card inteligent

## Utilizări
Evoluțiile recente în dispozitivele mobile colaborative implică dispozitive portabile, care combină capacitățile video, audio, pentru a permite conferințe între mai mulți parteneri în timp real, independent de locație.
Dispozitivele portabile au devenit foarte folosite în domeniul managementului mobil. Utilizările includ note digitale, trimiterea și primirea de facturi, gestionarea activelor, semnături de înregistrare, scanarea codurilor de bare.
Asistenții digitali de firmă pot extinde și mai mult funcționalitatea disponibilă pentru utilizator prin oferirea de dispozitive integrate pentru captarea datelor, coduri de bare RFID și cititoare smart card.
Din ce în ce mai mulți senzori sunt integrați în aceste dispozitive, cum ar fi: camere de fotografiat performante, senzori de recunoaștere de amprente, senzori de mișcare, senzori de lumină, etc. Un domeniu care s-a dezvoltat datorită acestor tehnologii este recunoașterea de activități umane. Folosind resursele de procesare performante și senzorii dispozitivelor mobile, aplicațiile sunt capabile sa recunoască ce activități execută utilizatorul în timp real cu o precizie deosebit de mare.

## Dezavantaje
De cele mai multe ori, dispozitivele mobile necesită elemente de securitate suplimentare
în primul rând pentru că, prin natura lor, dispozitivele mobile sunt mult mai expuse. Principalele amenințări sunt:
- Lipsa controlului asupra securității fizice
- Utilizarea  unor rețele externe pentru comunicații de voce, text și pentru conectarea la Internet
- Utilizarea de aplicații dezvoltate de terți ce nu prezintă încredere.